# Зельонка-Нова
Зельонка-Нова (пол. Zielonka Nowa) — село в Польщі, у гміні Зволень Зволенського повіту Мазовецького воєводства.
Населення — 222 особи (2011).
У 1975-1998 роках село належало до Радомського воєводства.

## Демографія
Демографічна структура станом на 31 березня 2011 року:
|          | Загалом | Допрацездатний вік | Працездатний вік | Постпрацездатний вік |
| -------- | ------- | ------------------ | ---------------- | -------------------- |
| Чоловіки | 119     | 27                 | 79               | 13                   |
| Жінки    | 103     | 14                 | 59               | 30                   |
| Разом    | 222     | 41                 | 138              | 43                   |